# القلعة (واد زاز)
القلعة هو دُوَّار يقع بجماعة امزفرون، إقليم وزان، جهة طنجة تطوان الحسيمة في المملكة المغربية. ينتمي الدوّار لمشيخة واد زاز التي تضم 8 دواوير. يقدر عدد سكانه بـ 452 نسمة حسب الإحصاء الرسمي للسكان والسكنى لسنة 2004.

## روابط خارجية
- البوابة الوطنية للجماعات الترابية
- المندوبية السامية للتخطيط